# Христофор Тзавелла
Христофор Траянов Тзавелла е български фолклорист, поет и историк.

## Биография
Христофор Траянов Тзавелла е роден през 1934 година в костурското село Руля, Гърция. Баща му е от видния сулиотски клан Тзавеллас, който род е един от създателите и военните стратези на Сулиотската федерация в Епир, Гърция, оказали яростна съпротива срещу борбата за разширяване автономната власт на Али паша Янински. Към рода принадлежат национални гръцки герои като Ламброс Тзавеллас, Фотос Тзавеллас и Кицос Тзавеллас. Майка му е от рода на войводата Илия Дигала.
По време на Гражданската война в Гърция в 1948 година като част от т.нар. педомазома (на гръцки παιδομάζωμα) е изведен от комунистическите части извън Гърция като дете бежанец и заминава за град Ружнава, днес в Словакия. Израства като юноша в Чехословакия (1948 – 1954). Учи във Висшия строителен институт в Бърно, а в 1954 година с помощта на Червения кръст заминава за Торонто, Канада, където сътрудничи на вестниците „Ново време“, „Български глас“ и „Народна воля“. В Канада е основоположник на радиопрограмата „Македонски радиочас“, която води по радиостанция CKFH-1400, и е главен редактор на вестник „Македонски живот“. Следва английски език и литература в Блурския колеж (1955 – 1959), а през 1960 – 1961 година — режисура в Ню Йорк. В съдружие държи ресторант в Торонто.
През 1964 година се установява в България и завършва история в Софийския университет „Св. Климент Охридски“. Става първият носител на републиканската аспирантска стипендия „Кирил и Методий“. От 1980 година завежда „Направление за фундаментално документиране на духовния мироглед на българския народ“ в Института по култура към Комитета за култура и БАН. Събрал, изследвал и систематизирал народно творчество от Македония: 26 000 песни, 12 000 приказки, 334 000 поговорки, 60 000 клетви, 10 000 гатанки, 12 000 ругатни, 223 обноски, 1200 благословии, 600 прокоби, 400 надгробни оплаквания, 1000 еротикони и 1800 легенди и предания.
Автор е на няколко стихосбирки. Под негова редакция са издадени „Спомени на Анастас Лозанчев, член на Главния щаб на Илинденското въстание в пределите на Битолския вилает“ (2007), „Дневник на костурския войвода Лазар Киселинчев“, както и биографична книга за живота на свещеноиконом Търпо Поповски – „Кръстникът на първите войводи на ВМОРО и ВМОК отец Търпо Поповски“ (2003). Автор е на книгите „Глаголици“ и „Кирилици“, написани на английски език и преведени от Владимир Свинтила, както и на тома „Образът на Русия в българските народни песни от Мизия, Тракия и Македония“ (2009) и други.
През 80-те години на XX век е автор и водещ на телевизионната поредица „Потомците разказват“ по БТ.
Тзавелла е полиглот, твори на гръцки, словашки, чешки, английски и български език.

## Творчество
- Тзавелла, Христофор. Копнежи, Скопје 1959, 277 с. (на костурски говор)
- Тзавелла, Христофор. Глаголици, София 1969, 87 с.
- Тзавелла, Христофор. Кирилици, София 1972, 206 с. (превод от английски на Владимир Свинтила)
- Тзавелла, Христофор. Басни в диалози, София 1990, 234 с.
- Тзавелла, Христофор. Дневник на костурския войвода Лазар Киселинчев.   София, Македония прес, 2003. ISBN 954-8823-46-2.
- Тзавелла, Христофор. Кръстникът на първите войводи на ВМОРО и ВМОК отец Търпо Поповски, София, 2003, 332 с.
- Тзавелла, Христофор. Егейски китки, София, 2005, Български писател, 191 с.
- Тзавелла, Христофор. Спомени на Анастас Лозанчев.   София, Университетско издателство „Св. Климент Охридски“, 2008. ISBN 978-954-07-2636-6.
- Тзавелла, Христофор. Образът на Русия в български народни песни от Мизия, Тракия и Македония, София, 2009, Български писател, УИ „Св. Климент Охридски“, 504 с.